# Marco Carnesecchi
Marco Carnesecchi (Rimini, 1º luglio 2000) è un calciatore italiano, portiere dell'Atalanta e della nazionale italiana.

## Carriera

### Club

#### Le giovanili
Cresciuto nelle giovanili del Cesena, nel 2017 si trasferisce all'Atalanta, con la quale gioca per due stagioni a livello giovanile, vincendo il Campionato Primavera 2018-2019.

#### L'esordio in B
Nel 2019, a 19 anni, viene ceduto in prestito al Trapani, neopromosso in Serie B, per la sua prima esperienza da professionista. Esordisce in campionato il 22 settembre 2019, alla 4ª giornata, giocando titolare nella partita persa 1-0 in casa contro la Salernitana. Conquistato il posto da titolare, ottiene 33 presenze, ma i Granata arrivano terzultimi, retrocedendo in Serie C.

#### Gli anni in prestito alla Cremonese
Terminato il prestito, fa ritorno a Bergamo, dove ricopre il ruolo di terzo portiere dietro Gollini e Sportiello. Non avendo spazio, il 5 gennaio 2021 viene ceduto in prestito alla Cremonese, nuovamente in Serie B, dove gioca titolare e ottiene 20 presenze nella seconda parte della stagione.
Nell'estate seguente il prestito viene prolungato per un'altra annata. Confermato come titolare dall'allenatore Fabio Pecchia, fornisce ottime prestazioni e contribuisce alla promozione in Serie A dei grigiorossi dopo 26 anni, grazie al secondo posto in campionato.
Il 31 agosto 2022, reduce da una operazione alla spalla, torna ancora in prestito alla Cremonese. Esordisce in massima serie il 16 ottobre seguente, a 22 anni, nel pareggio per 2-2 in casa dello Spezia alla 10ª giornata. Gioca in seguito come titolare, ottenendo 27 presenze in campionato, fornendo buone prestazioni, nella stagione che termina però con la retrocessione della Cremonese.

#### Ritorno all'Atalanta
Nella stagione 2023-2024 ritorna all'Atalanta, con la quale esordisce il 17 settembre 2023, giocando titolare nella gara di campionato persa per 3-2 a Firenze contro la Fiorentina. Inizialmente gli viene preferito il portiere argentino Juan Musso, ma successivamente Carnesecchi trova spazio e a partire dal mese di dicembre diventa titolare in campionato. Il 14 dicembre esordisce nelle coppe europee, giocando titolare nella partita di UEFA Europa League vinta per 4-0 contro il Raków Częstochowa. A fine stagione vince l'Europa League con l'Atalanta, pur non scendendo in campo nella finale vinta 3-0 contro il Bayer Leverkusen, che ha rappresentato il primo trofeo europeo nella storia del club.
Inizia la stagione successiva da titolare e il 19 settembre 2024 esordisce in UEFA Champions League, nella partita casalinga contro l'Arsenal, pareggiata per 0-0.

### Nazionale

#### Nazionali giovanili
Nel 2019 partecipa di seguito al Mondiale Under-20 in Polonia, dove ricopre il ruolo di secondo portiere, e all'Europeo Under-19 in Armenia dove veste la fascia di capitano della squadra eliminata nella fase a gironi.
Il 6 settembre 2019 esordisce con la nazionale Under-21 guidata dal neo CT Paolo Nicolato, giocando titolare nella partita amichevole contro la Moldavia vinta 4-0 a Catania. Nel 2021 partecipa da titolare all'Europeo Under-21, nel quale l'Italia viene eliminata ai quarti di finale dal Portogallo.
Nel ciclo successivo, eredita la fascia di capitano dopo il passaggio di Tonali alla selezione maggiore. Nel giugno 2023 viene convocato per l'Europeo Under-21 organizzato in Georgia e Romania, dove gli Azzurrini vengono eliminati nella fase a gironi.

#### Nazionale maggiore
Il 24 gennaio 2022, Carnesecchi viene convocato per la prima volta in nazionale dal CT Roberto Mancini, per uno stage in vista degli spareggi delle qualificazioni al mondiale 2022.

## Statistiche

### Presenze e reti nei club
Statistiche aggiornate al 25 maggio 2025.
| Stagione         | Squadra          | Campionato       | Campionato | Campionato | Coppe nazionali | Coppe nazionali | Coppe nazionali | Coppe continentali | Coppe continentali | Coppe continentali | Altre coppe | Altre coppe | Altre coppe | Totale | Totale |
| Stagione         | Squadra          | Comp             | Pres       | Reti       | Comp            | Pres            | Reti            | Comp               | Pres               | Reti               | Comp        | Pres        | Reti        | Pres   | Reti   |
| ---------------- | ---------------- | ---------------- | ---------- | ---------- | --------------- | --------------- | --------------- | ------------------ | ------------------ | ------------------ | ----------- | ----------- | ----------- | ------ | ------ |
| 2019-2020        | Trapani          | B                | 33         | -52        | CI              | 1               | -1              | -                  | -                  | -                  | -           | -           | -           | 34     | -53    |
| 2020-gen. 2021   | Atalanta         | A                | 0          | 0          | CI              | 0               | 0               | UCL                | 0                  | 0                  | -           | -           | -           | 0      | 0      |
| gen.-giu. 2021   | Cremonese        | B                | 20         | -18        | CI              | -               | -               | -                  | -                  | -                  | -           | -           | -           | 20     | -18    |
| 2021-2022        | Cremonese        | B                | 36         | -38        | CI              | 1               | 0               | -                  | -                  | -                  | -           | -           | -           | 37     | -38    |
| 2022-2023        | Cremonese        | A                | 27         | -47        | CI              | 1               | -2              | -                  | -                  | -                  | -           | -           | -           | 28     | -49    |
| Totale Cremonese | Totale Cremonese | Totale Cremonese | 83         | -103       |                 | 2               | -2              |                    | -                  | -                  |             | -           | -           | 85     | -105   |
| 2023-2024        | Atalanta         | A                | 27         | -30        | CI              | 4               | -4              | UEL                | 1                  | 0                  | -           | -           | -           | 32     | -34    |
| 2024-2025        | Atalanta         | A                | 34         | -34        | CI              | 0               | 0               | UCL                | 9                  | -9                 | SI+SU       | 1+0         | -2+0        | 44     | -45    |
| Totale Atalanta  | Totale Atalanta  | Totale Atalanta  | 61         | -64        |                 | 4               | -4              |                    | 10                 | -9                 |             | 1           | -2          | 76     | -79    |
| Totale carriera  | Totale carriera  | Totale carriera  | 177        | -219       |                 | 7               | -7              |                    | 10                 | -9                 |             | 1           | -2          | 195    | -237   |

### Cronologia presenze e reti in nazionale
| Cronologia completa delle presenze e delle reti in nazionale ― Italia under 21 | Cronologia completa delle presenze e delle reti in nazionale ― Italia under 21 | Cronologia completa delle presenze e delle reti in nazionale ― Italia under 21 | Cronologia completa delle presenze e delle reti in nazionale ― Italia under 21 | Cronologia completa delle presenze e delle reti in nazionale ― Italia under 21 | Cronologia completa delle presenze e delle reti in nazionale ― Italia under 21 | Cronologia completa delle presenze e delle reti in nazionale ― Italia under 21 | Cronologia completa delle presenze e delle reti in nazionale ― Italia under 21 |
| Data                                                                           | Città                                                                          | In casa                                                                        | Risultato                                                                      | Ospiti                                                                         | Competizione                                                                   | Reti                                                                           | Note                                                                           |
| ------------------------------------------------------------------------------ | ------------------------------------------------------------------------------ | ------------------------------------------------------------------------------ | ------------------------------------------------------------------------------ | ------------------------------------------------------------------------------ | ------------------------------------------------------------------------------ | ------------------------------------------------------------------------------ | ------------------------------------------------------------------------------ |
| 6-9-2019                                                                       | Catania                                                                        | Italia under 21                                                                | 4 – 0                                                                          | Moldavia under 21                                                              | Amichevole                                                                     | -                                                                              |                                                                                |
| 10-10-2019                                                                     | Dublino                                                                        | Irlanda under 21                                                               | 0 – 0                                                                          | Italia under 21                                                                | Qual. Europeo Under-21 2021                                                    | -                                                                              |                                                                                |
| 14-10-2019                                                                     | Erevan                                                                         | Armenia under 21                                                               | 0 – 1                                                                          | Italia under 21                                                                | Qual. Europeo Under-21 2021                                                    | -                                                                              |                                                                                |
| 16-11-2019                                                                     | Ferrara                                                                        | Italia under 21                                                                | 3 – 0                                                                          | Islanda under 21                                                               | Qual. Europeo Under-21 2021                                                    | -                                                                              |                                                                                |
| 19-11-2019                                                                     | Catania                                                                        | Italia under 21                                                                | 6 – 0                                                                          | Armenia under 21                                                               | Qual. Europeo Under-21 2021                                                    | -                                                                              |                                                                                |
| 8-9-2020                                                                       | Kalmar                                                                         | Svezia under 21                                                                | 3 – 0                                                                          | Italia under 21                                                                | Qual. Europeo Under-21 2021                                                    | -3                                                                             |                                                                                |
| 12-11-2020                                                                     | Reykjavík                                                                      | Islanda under 21                                                               | 1 – 2                                                                          | Italia under 21                                                                | Qual. Europeo Under-21 2021                                                    | -1                                                                             |                                                                                |
| 15-11-2020                                                                     | Differdange                                                                    | Lussemburgo under 21                                                           | 0 – 4                                                                          | Italia under 21                                                                | Qual. Europeo Under-21 2021                                                    | -                                                                              |                                                                                |
| 24-3-2021                                                                      | Celje                                                                          | Rep. Ceca under 21                                                             | 1 – 1                                                                          | Italia under 21                                                                | Europeo Under-21 2021 - 1º turno                                               | -1                                                                             |                                                                                |
| 27-3-2021                                                                      | Maribor                                                                        | Spagna under 21                                                                | 0 – 0                                                                          | Italia under 21                                                                | Europeo Under-21 2021 - 1º turno                                               | -                                                                              |                                                                                |
| 30-3-2021                                                                      | Maribor                                                                        | Italia under 21                                                                | 4 – 0                                                                          | Slovenia under 21                                                              | Europeo Under-21 2021 - 1º turno                                               | -                                                                              |                                                                                |
| 31-5-2021                                                                      | Lubiana                                                                        | Portogallo under 21                                                            | 5 – 3 dts                                                                      | Italia under 21                                                                | Europeo Under-21 2021 - Quarti di finale                                       | -5                                                                             |                                                                                |
| 3-9-2021                                                                       | Empoli                                                                         | Italia under 21                                                                | 3 – 0                                                                          | Lussemburgo under 21                                                           | Qual. Europeo Under-21 2023                                                    | -                                                                              |                                                                                |
| 7-9-2021                                                                       | Vicenza                                                                        | Italia under 21                                                                | 1 – 0                                                                          | Montenegro under 21                                                            | Qual. Europeo Under-21 2023                                                    | -                                                                              |                                                                                |
| 12-11-2021                                                                     | Dublino                                                                        | Irlanda under 21                                                               | 0 – 2                                                                          | Italia under 21                                                                | Qual. Europeo Under-21 2023                                                    | -                                                                              | cap.                                                                           |
| 25-3-2022                                                                      | Podgorica                                                                      | Montenegro under 21                                                            | 1 – 1                                                                          | Italia under 21                                                                | Qual. Europeo Under-21 2023                                                    | -1                                                                             | cap.                                                                           |
| 29-3-2022                                                                      | Trieste                                                                        | Italia under 21                                                                | 1 – 0                                                                          | Bosnia ed Erzegovina under 21                                                  | Qual. Europeo Under-21 2023                                                    | -                                                                              | cap.                                                                           |
| 6-6-2022                                                                       | Differdange                                                                    | Lussemburgo under 21                                                           | 0 – 3                                                                          | Italia under 21                                                                | Qual. Europeo Under-21 2023                                                    | -                                                                              | cap.                                                                           |
| 19-11-2022                                                                     | Ancona                                                                         | Italia under 21                                                                | 2 – 4                                                                          | Germania under 21                                                              | Amichevole                                                                     | -4                                                                             | cap.                                                                           |
| 22-6-2023                                                                      | Cluj-Napoca                                                                    | Francia under 21                                                               | 2 – 1                                                                          | Italia under 21                                                                | Europeo Under-21 2023 - 1º turno                                               | -2                                                                             |                                                                                |
| 25-6-2023                                                                      | Cluj-Napoca                                                                    | Svizzera under 21                                                              | 2 – 3                                                                          | Italia under 21                                                                | Europeo Under-21 2023 - 1º turno                                               | -2                                                                             |                                                                                |
| 28-6-2023                                                                      | Cluj-Napoca                                                                    | Italia under 21                                                                | 0 – 1                                                                          | Norvegia under 21                                                              | Europeo Under-21 2023 - 1º turno                                               | -1                                                                             |                                                                                |
| Totale                                                                         |                                                                                | Presenze                                                                       | 22                                                                             |                                                                                | Reti                                                                           | -20                                                                            |                                                                                |

## Palmarès

### Club

#### Competizioni giovanili
- Campionato Primavera: 1

Atalanta: 2018-2019

#### Competizioni internazionali
- UEFA Europa League: 1

Atalanta: 2023-2024

### Individuale
- Squadra del torneo degli Europei Under-21: 1

Ungheria-Slovenia 2021